# Матильда Ернкранс
Матильда Єлизавета Ернкранс (швед. Matilda Elisabeth Ernkrans) — шведська політична діячка, членкиня Соціал-демократичної партії. З 21 січня 2019 року міністерка вищої освіти та досліджень.

## Біографія
Матильда Ернкранс — дочка Яна Карлссона (Jan Karlsson) і Каріти Ернкранс (Carita Ernkrans). З 1995 по 2002 рік вивчала політологію, економіку і соціологію в Університеті Еребру. Працювала агенткою з працевлаштування.
Матильда Ернкранс була обрана до міської ради муніципалітету Халлсберга в 1995 році і була заступницею голови з 2003 по 2007 рік. Вона була членкинею муніципальної ради з 1994 по 2002 рік.
Ернкранс є членкинею Риксдагу з 2002 року, вона була обрана в окрузі Еребру спочатку депутаткою, а з лютого 2006 року постійною членкинею. У березні 2018 року Ернкранс стала головою Комітету з освіти, також була членкинею Комітету з культури у 2004—2006 роках і Комітету соціального забезпечення, а також головою Комітету з питань довкілля та сільському господарству 2010—2018 років. Вона є головою соціал-демократів округу Еребру.
З 21 січня 2019 року обіймає посаду Міністра вищої освіти та досліджень.